# Alpensia isbanecenter
Alpensia isbanecenter är en anläggning med banor för bob, rodel och skeleton vid Alpensia resort i Pyeongchang i Sydkorea. Bygget påbörjades i december 2013 och arenan kommer att användas för tävlingar i bob, rodel och skeleton under olympiska vinterspelen 2018.
Första gången arenan användes i tävlingssammanhang var i mars 2017 då deltävlingar i världscupen i bob och skeleton anordnades. Efter att ytterligare tester genomförts under 2017 godkändes banan för OS av Fédération Internationale de Bobsleigh et de Tobogganing och International Luge Federation i september 2017.